# Archiv für alternatives Schrifttum
Das Archiv für alternatives Schrifttum (afas) ist ein freies Archiv in Duisburg.

## Sammlungsschwerpunkt und Bestand
Das afas sammelt Archivgut zum Schwerpunkt Neue Soziale Bewegungen ab 1945 im deutschsprachigen Raum. Im Bestand sind ca. 2500 Regalmeter (Stand: 2022) mit grauer Literatur wie Zeitungen, Zeitschriften, Flugblättern und Broschüren, weiterhin Fotos, Buttons, Transparente, Stelltafeln, T-Shirts und Protokolle, Korrespondenzen und Arbeits- und Diskussionspapiere aus Gruppen der Alternativbewegungen.

## Geschichte
Der Trägerverein des afas wurde im März 1985 in Duisburg gegründet. Das Archiv für alternatives Schrifttum in NRW bezog darauf im Sommer 1986 Räumlichkeiten im Kultur- und Freizeitzentrum Rheinhausen. Im Sommer 2017 zog es in die Duisburger Innenstadt in ein ehemaliges Kaufhaus. Es ist eines der ältesten und inzwischen das größte freie Archiv.